# Angel Goodrich
Angelisa Fawn Goodrich, detta Angel (Glendale, 24 febbraio 1990), è un'ex cestista statunitense, professionista nella WNBA.
Nativa americana di etnia Cherokee, Angel Goodrich è cittadina di Tulsa (dove svolge la professione di vigile del fuoco) e della Cherokee Nation.

## Carriera
È stata selezionata dalle Tulsa Shock al terzo giro del Draft WNBA 2013 (29ª scelta assoluta).